# Ensemble transitif
Pour les articles homonymes, voir transitivité.
En mathématiques, plus précisément en théorie des ensembles, un ensemble transitif est un ensemble dont tous les éléments sont aussi des parties de l'ensemble.

## Définition
Un ensemble X est dit transitif si
tout élément y d’un élément x de X est lui-même élément de X
c'est-à-dire si
tout élément x de X est un sous-ensemble de X (en notant « ⊂ » l'inclusion au sens large) :
∀ x (x ∈ X ⇒ x ⊂ X)
ce qui revient à (en notant ∪X l'union des éléments de X) :
∪X ⊂ X.
On parle également de classe transitive, avec la même définition : tout ensemble élément de la classe est également une partie de celle-ci.

## Exemples

### Ordinaux
L'ensemble vide ∅ et le singleton {∅} sont des ensembles transitifs.
Les entiers de von Neumann sont des ensembles transitifs :
{\displaystyle 0=\varnothing }, {\displaystyle 1=\left\{0\right\}}, {\displaystyle 2=\left\{0,1\right\}}, {\displaystyle 3=\left\{0,1,2\right\}}, {\displaystyle 4=\left\{0,1,2,3\right\}}, … , {\displaystyle n+1=n\cup \left\{n\right\}}, ...
Par exemple, pour l’ordinal {\displaystyle 2}, on a {\displaystyle 1\in 2} et {\displaystyle 1\subset 2}.
En effet {\displaystyle 1\in \left\{0,1\right\}} et {\displaystyle \left\{0\right\}\subset \left\{0,1\right\}}.
De façon plus générale, les ordinaux de von Neumann, dont les entiers précédents sont les premiers éléments, sont aussi des ensembles transitifs. On peut d'ailleurs les définir comme les ensembles transitifs sur laquelle l'appartenance définit une relation d'ordre strict dont l'ordre large associé est un bon ordre. La classe de tous les ordinaux est une classe transitive : les éléments d'un ordinal sont des ordinaux.
Par transitivité l'appartenance entre deux ordinaux entraîne l'inclusion. On démontre que la relation d'inclusion sur les ordinaux est en fait la relation d'ordre large associée à l'appartenance (« appartient ou égal »).

### Clôture transitive
On montre dans la théorie des ensembles de Zermelo-Fraenkel (ZF) que pour tout ensemble X, il existe un unique ensemble transitif Y contenant X et contenu dans tout ensemble transitif contenant X. On l'appelle la clôture transitive de X.
Par exemple, avec les notations ordinales ci-dessus :
- si n ≠ 0, le singleton {n} n'est pas transitif. Sa clôture transitive est n + 1 ;
- la clôture transitive du singleton { {1} } est l'ensemble {0, 1, {1} }.

La clôture transitive peut se définir par récurrence sur les entiers naturels, qui sont représentés par les entiers de von Neumann dans le cadre ensembliste :
Y0 = X ; Yn+1 = ∪Yn ; Y = ∪n ∈ ωYn où ∪A désigne la réunion des éléments de A, et ω l'ensemble des entiers de von Neumann.
Cette définition utilise en particulier l'axiome de l'infini (existence de l'ensemble ω) et le schéma d'axiomes de remplacement (pour que la suite des Yn soit bien une fonction, au sens ensembliste, définie sur ω).
- L'ensemble Y est bien transitif : si x ∈ Y, alors pour un certain entier n, x ∈ Yn et donc, par construction de Yn+1, x ⊂ Yn+1.
- Par récurrence sur l'entier n, tout ensemble transitif contenant X contient Yn.

### Modèles ensemblistes
Dans ZF (le remplacement est utilisé comme ci-dessus), on définit par induction sur les entiers naturels (P(A) désigne l'ensemble des parties de A) :
V0 = ∅ ; Vn+1 = P(Vn)
et l'on pose Vω = ∪n ∈ ω Vn.
Les Vn pour n entier, sont des ensembles transitifs de même que leur réunion Vω. On peut généraliser cette construction par induction sur la classe de tous les ordinaux pour obtenir une classe transitive V. Dans un modèle de ZFC, on montre que Vω définit un ensemble qui, muni de la relation d'appartenance restreinte à Vω, est modèle de tous les axiomes de ZFC sauf l'axiome de l'infini. Celui-ci n'est donc pas conséquence des autres axiomes. De façon analogue, la classe V définit, dans un modèle de ZFC sans axiome de fondation, un modèle de ZFC avec axiome de fondation.
De façon générale, un ensemble transitif, muni de la relation d'appartenance restreinte à cet ensemble, vérifie l'axiome d'extensionnalité. De même pour une classe transitive.